# Santuario kumano
Un santuario kumano (Japanese: 熊野神社) è un tipo di santuario shintoista (jinja). In Giappone esistono oltre 3000 santuari kumano collegati tra loro dai kumano Kodō; i più famosi si trovano sulla penisola di Kii e sono:
- il santuario kumano di Sanzan -- Sōhonsha (centro organizzativo) di tutti i santuari di Kumano.
  - il santuario Kumano Hayatama
  - il santuario Kumano Hongu
  - il santuario Kumano Nachi
- il santuario kumano di Yamagata
- il santuario kumanotaisha di Shimane
- il santuario kumano di Kōdai